# Guy Delorme
| Guy Delorme                               | Guy Delorme                                           |
| Kattints az alábbi külső linkek egyikére! | Kattints az alábbi külső linkek egyikére!             |
| ----------------------------------------- | ----------------------------------------------------- |
| Nem található szabad kép.(?)              |                                                       |
| külső link · jogvédett                    | Rochefort gróf szerepében „A három testőr”-ben (1961) |

Guy Henri Delorme (Mary-sur-Marne, Seine-et-Marne megye, Franciaország, 1929. május 23. – Bry-sur-Marne, Val-de-Marne megye, 2005. december 26.) francia színész és kaszkadőr. A francia filmművészet egyik legtöbbet foglalkoztatott mellékszereplő-színésze. Legismertebb szerepeit az 1960-as évek elején, kosztümös-kardforgatós kalandfilmekben (films de cape et d′épée) játszotta. Legtöbb szerepében a gonosz intrikust karakterét alakította, az aktuális pozitív főhősök ellenfelét. Olyan kardforgató sztárokkal „vívott meg”, mint Jean Marais vagy Gérard Barray. Képzett sportemberként kaszkadőr-jeleneteket is bevállalt. Dolgozott Julien Duvivier, Billy Wilder, Abel Gance, André Hunebelle, Claude Autant-Lara, Jean Delannoy, Gérard Oury, Georges Lautner, Andrzej Żuławski és Éric Rohmer rendezők keze alatt. Az 1970-es évektől tévésorozatokban szerepelt.

## Élete

### Pályakezdése
22 éves korában kezdte a filmes munkát. Első, még névtelen szerepét Julien Duvivier rendező 1951-es Sous le ciel de Paris című filmjében kapta, a másodikat Robert Hossein 1956-os Pardonnez nos offenses c. drámájában. 1957-ben dzsigolót játszott Billy Wilder Délutáni szerelem című romantikus drámájában, de jeleneteit bemutató előtt kivágták a filmből. Pályájának fontos állomását jelentette Abel Gance rendező 1960-as Austerlitz című háborús filmje, ahol Delorme Rémy-Isidore Exelmans marsallt, Napóleon hadvezérét játszotta. Még jelentősebb volt számára André Hunebelle rendező 1959-es A púpos című kosztümös kalandfilmje, ahol már megtalálta saját  előadói stílusát, látványosan harcolt és vívott Jean Marais ellen. A szerep sikere megalapozta Hunebelle és Delorme közös munkáit.

### Kardforgató és kaszkadőr
Az 1960-as évek elején Guy Delorme rendszeres, visszatérő szereplőjévé vált a francia történelmi, kosztümös-kardforgatós filmeknek. André Hunebelle, majd Bernard Borderie igényei szerint szinte mindig a gonosz intrikus karakterében jelent meg, aki mindig a film pozitív főhősei, legtöbbször Jean Marais vagy Gérard Barray ellen harcolt. Színészi munkájában segítette kiemelkedő vívó- és lovagló tudása. „Rosszfiús” megjelenését erősítette szikár arcéle, komor fekete szeme és hegyes „ördögi” szakálla. Harmincas éveiben járt, de szikár testalkatával hitelesen tudott sokkal idősebb karaktert is mutatni.
A púpos után Hunebelle rendező több hasonló, markáns szerepet adott Delorme-nak, így az 1960-as A kapitány-ban ő lett Rinaldo, a gonosz Concino Concini embere. Az 1961-es Csoda a farkasokkal-ban Jean de Sénac grófot, Merész Károly herceg szövetségesét alakította, mindkét film fináléjában személyesen vívott tőrpárbajt Jean Marais-val. Pierre Gaspard-Huit rendező 1961-es Fracasse kapitány-ában is Jean Marais-val küzdött meg. Ezután Bernard Borderie rendező kalandfilmjei következtek, ahol Delorme fontos másodszerepeket játszott, főleg a Gérard Barray által alakított főszereplő ellenlábasaként. Az 1961-es A három testőr-ben és folytatásában, A Milady bosszújában

 
Rochefort grófot, Richelieu bíboros bizalmasát alakította, az 1962-es és 1964-es Pardaillan lovag-filmekben Maurevert-t, I. Henri de Guise herceg gonosz szolgáját alakította. Az első, 1962-es film végén Maurevert figurája „meghal”, de a sikert látva az 1964-es második Pardaillan-filmhez „feltámasztották”. André Hunebelle-lel hét, Bernard Borderie-vel kilenc kalandfilmet forgatott, ezekből nyolcban Jean Marais-val kellett küzdenie. E klasszikus sikerfilmeket napjainkban is gyakran vetítik a televíziókban.
Az 1960-évek közepétől mozifilmes színészi alakításai megritkultak, egyfelől egyre több munkát kapott a televízióban, másfelől kiváló kaszkadőrként dolgozott nagy nemzetközi sikerű francia filmekben: Gérard Oury 1965-ös Az ügyefogyott-jában, André Hunebelle 1967-es Fantomas a Scotland Yard ellen c. krimiparódiájában, Gérard Oury 1969-es A nagy zsákmány-ában és Marcel Camus 1970-es Léon és az Atlanti Fal c. háborús vígjátékában. Neve azonban gyakran meg sem jelent a stáblistán. Ugyanakkor számos (elsősorban francia történelmi kosztümös) tévésorozatban szerepelt.
Az 1970-es évektől még ritkábban volt látható filmszínészi szerepben.  Kisebb (negatív) szereplőként feltűnt Andrzej Żuławski 1974-es A szeretet a legfontosabb c. romantikus drámájában, a főszereplő Romy Schneider körül, és az 1974-es Moonraker – Holdkelte c. James Bond-filmben, de neve nem szerepelt a plakátokon. A televízióban sokat szerelt, pl. Híres szökések, A császár kémje, A hugenották kincse és más kalandfilmsorozatokban. Claude Carliez kaszkadőr csoportjának megbecsült tagjaként dolgozott sok francia és nemzetközi filmben, verekedő, szálfegyveres (vívó) harcos és lovas jelenetekben.
Sok „rosszfiús” karakter után Delorme 1984-ben kapott pozitív szerepet, d’Artagnan kapitányt játszotta Yvan Chiffre rendező Le fou du roi (A király bolondja) című kosztümös vígjátékában, ahol csalódott apaként nyűglődik „elfajzott” fiával, a párbajokat és lovaglást gyűlölő, álmodozó, versfaragó  Dieudonnéval, akit Michel Leeb alakított. Utolsó filmszerepét 1986-ban forgatta, Roger Hanin Rumba című bűnügyi filmjében, de itt sem szerepelt a színlapon.

### Képregény-figura
1995-ben Jean-Luc Masbou és Alain Ayroles kitalálták a „De cape et de crocs” képregénysorozatot, amely romantikus, kalandos történeteket tartalmaz. A rajzolt szereplők egyike Mendoza kapitány nagyon gonosz, áruló, bajkeverő intrikus gazember, akinek külsejét, gesztusait és arcvonásait a már visszavonultan élő Guy Delorme-ról mintázták meg. A képregény nagy sikert aratott, 2014-ig tizenkét gyűjteményes kötete jelent meg, több nyelven is kiadták. A hetedik kötetet „Chasseurs de chimères” címmel 2005-ben, röviddel Delorme halála előtt szerkesztették, a kötethez maga Delorme írt előszót, már súlyos betegen. Ebben köszönetet mondott a két szerzőnek, akik a karakterválasztással őt ilyen megtiszteltetésben részesítették és személyének halhatatlan emléket állítottak.

## Fontosabb filmszerepei
- 1951: Sous le ciel de Paris (név nélkül)
- 1956: Pardonnez nos offenses (név nélkül)
- 1957: Délutáni szerelem (Love in the Afternoon); dzsigoló
- 1958: A papírsárkány (Cerf-volant du bout du monde); tűzoltó őrmester
- 1959: A púpos (Le bossu); martalóc
- 1960: Austerlitz; Exelmans marsall
- 1960: A kapitány (Le capitan); Rinaldo
- 1960: Újra egyedül (Fortunat); német férfi (név nélkül)
- 1961: Fracasse kapitány (Le capitaine Fracasse); Moussy herceg embere
- 1961: Csoda a farkasokkal (Le miracle des loups); Sénac gróf
- 1961: A három testőr I. A királynő nyakéke (Les trois mousquetaires: La vengeance de Milady); Rochefort gróf
- 1961: A három testőr II. A Milady bosszúja (Les trois mousquetaires: Les ferrets de la reine); Rochefort gróf
- 1962: Párizs rejtelmei (Les mystères de Paris); Un policier
- 1962: Pardaillan lovag (Le chevalier de Pardaillan); Maurevert
- 1963: Rocambole, Agus felügyelő
- 1964: Pardaillan lovag (Hardi Pardaillan!); Maurevert
- 1964: Agent Secret FX 18; Lattina
- 1964: Les gorilles; a toulouse-i ember
- 1965: Az ügyefogyott (Le Corniaud); Luigi
- 1965: A főkomornyik (Le majordome); parancsnok
- 1964–1966: Parittyás Thierry (Thierry la Fronde); tévésorozat; John du Vernais / Anceaume / Seguin
- 1966: Carré de dames pour un as; Jésus, bérgyilkos
- 1967: Hét katona meg egy lány (Sept hommes et une garce); névtelen szereplő
- 1967: Fantomas a Scotland Yard ellen (Fantômas contre Scotland Yard); maffiafőnök
- 1967: J’ai tué Raspoutine; orosz katona
- 1967: Kalandorok (Les aventuriers), bérgyilkos
- 1967: Michel Vaillant, tévésorozat; Stein
- 1967: A 4-es labor őrültje (Le fou du labo IV); westernfilm-szereplő
- 1967: A nagy vakáció (Les grandes vacances); tengerész a bisztróban
- 1968: Ég veled, barátom! (Adieu l’ami); Un homme à Neuilly (uncredited)
- 1968: Modern Monte Cristo (Sous le signe de Monte-Cristo); kocsmai verekedő
- 1969: Dél csillaga (The Southern Star); Michael
- 1969: A nagy zsákmány (Le cerveau); cinkostárs
- 1969: Nagybátyám Benjámin (Mon oncle Benjamin); lakáj
- 1970: Léon és az Atlanti Fal (Le mur de l’Atlantique), német matróz
- 1971: Bohózat lőporral (Laisse aller… c’est une valse), varese-i ember
- 1971: Quentin Durward, tévésorozat (névtelen szereplő)
- 1972: Híres szökések (Les évasions célèbres); Ludovic
- 1974: A császár kémje (Schulmeister, espion de l'empereur); parancsnok / vikomt
- 1974: L’homme au contrat, tévésorozat; első bérgyilkos
- 1975: A szeretet a legfontosabb (L’important c’est d’aimer); Mazelli embere
- 1976: Moulin felügyelő (Commissaire Moulin), tévésorozat; nemzetbiztonsági tiszt
- 1976-1977: A hugenották kincse (Ces beaux messieurs de Bois-Doré), tévé-minisorozat; Macabre
- 1978: Sam és Sally (Sam et Sally), tévésorozat; portás
- 1978: Perceval lovag (Perceval le Gallois); Clamadieu des Iles
- 1979: Moonraker – Holdkelte (Moonraker); bérgyilkos
- 1981: Teherán 43 (Tegeran-43); Foche bérgyilkosa
- 1983: Péntek, tévéfilm, név nélkül
- 1984: Le fou du roi; D’Artagnan